# Ezekiel Ansah
Pour les articles homonymes, voir Ansah.
(en) Statistiques sur pro-football-reference
Ezekiel Nana Ansah, né le 29 mai 1989 à Accra, est un sportif professionnel ghanéen ayant joué pendant huit saisons au football américain au poste de defensive end dans la National Football League (NFL).
Au niveau universitaire, il a joué pendant trois saisons pour les Cougars de BYU au sein de la NCAA Division I FBS avant d'être sélectionné lors du premier tour de la draft 2013 par la franchise des Lions de Détroit. Il y reste pendant six saisons avant de rejoindre les Seahawks de Seattle en 2019 et les 49ers de San Francisco en 2020 où il termine sa carrière.

## Biographie

### Jeunesse
Ansah se convertit à l'église de Jésus-Christ des saints des derniers jours à l'âge de 18 ans,.
Ansah entre en 2004 à la Presbyterian Boys' Senior Secondary School (en) de Legon au Ghana. Il y étudie les affaires et y joue d'abord au football, au basket-ball (avec l'équipe de la Golden Sunbeam Montessori School) et pratique également l'athlétisme. Il reçoit son diplôme en juin 2007 et retourne à Golden Sunbeam en tant qu'assistant enseignant, où il forme les élèves au basket-ball pendant son temps libre. Sous son mentorat, l'équipe de basket-ball de Golden Sunbeam remporte plusieurs tournois.
Un missionnaire, qui avait enseigné, baptise Ansah et étant resté en contact avec lui après son retour aux États-Unis, lui suggère, au vu de ses bonnes performances en basket-ball, d'entrer à l'université Brigham-Young pour essayer d'intégrer son équipe de basket-ball. Le Ghanéen obtient une bourse scolaire et part étudier à Brigham-Young en 2008.

### Carrière universitaire
Dès son arrivée à l'université, Ansah tente sans succès d'intégrer l'équipe de basket-ball des Cougars de Brigham-Young. Il réessaie en 2009, mais n'est toujours pas retenu par les entraîneurs. Il intègre en 2009 l'équipe d'athlétisme de l'université et y réalise de bons chronos en 100 et 200 mètres. Finalement, en 2010, il s'inscrit aux recrutements de l'équipe de football américain et y est retenu pour la prochaine saison.
Méconnaissant les règles du jeu, Ansah apprend les bases du football américain avec un instructeur. Il joue son premier match avec les Cougars en milieu de saison 2010 face aux Cowboys du Wyoming en tant que membre de la ligne défensive et des équipes spéciales. Au cours de cette première saison, il totalise trois plaquages et une passe déviée.
Ansah est considéré comme remplaçant pour la saison 2011 ainsi que pour le début de la saison 2012. Il développe une relation très forte avec son coéquipier Kyle Van Noy avec qui il partage sa chambre à l'université. Ansah déclare au magazine Sports Illustrated qu'il considère Van Noy comme un frère. Lors de la quatrième journée de la saison 2012, il remplace au poste de nose tackle Eathyn Manumaleuna, blessé. En fin de saison 2012, il totalise 48 plaquages, 4,5 sacks et treize plaquages pour pertes. Il joue son dernier match universitaire à l'occasion du Poinsettia Bowl 2012. Il y réussit 5 plaquages et sa première interception en carrière.

### Carrière professionnelle

#### Lions de Détroit (2013-2018)
Ezekiel Ansah est sélectionné en tant que 5e choix global lors du premier tour de la draft 2013 de la NFL par la franchise des Lions de Détroit. C'est la première fois depuis Jim McMahon en 1982 qu'un joueur de Brigham-Young figure parmi les cinq premiers joueurs sélectionnés d'une draft de la NFL. 
Le 10 mai 2013, il signe un contrat de quatre ans pour un montant garanti de 18,59 millions de dollars et une prime à la signature de 11,9 millions de dollars,.

#### Seahawks de Seattle (2019)
Le 9 mai 2019, Ansah signe un contrat d'un an pour un montant de 9 millions de dollars avec les Seahawks de Seattle. Il doit de nouveau faire face à des blessures persistantes et n'enregistre que 18 plaquages, 2 passes défendues, 2 fumbles recouverts et 2,5 sacks sur la saison.

#### 49ers de San Francisco (2020)
Le 23 septembre 2020, Ansah signe un contrat d'un an avec les 49ers de San Francisco. Au cours de la 4e semaine, il a subi une déchirure du biceps et est placé dans la liste des blessés le 10 octobre, ce qui met fin à sa saison et à sa carrière.

## Statistiques
| Année       | Équipe                   | Statut      | MJ |       | Plaquages | Plaquages | Plaquages | Plaquages |       | Interceptions | Interceptions | Interceptions | Interceptions |  | Fumbles | Fumbles |
| Année       | Équipe                   | Statut      | MJ | Total | Seul      | Ast.      | Sacks     | Nb.       | Yards | Déf.          | TD            | Nb.           | Rec.          |  |         |         |
| 2010        | Cougars de Brigham Young | So.         | 6  | 3     | 1         | 2         | 0,0       | 0         | 0     | 1             | 0             | 0             | 0             |  |         |         |
| 2011        | Cougars de Brigham Young | Jr.         | 12 | 7     | 3         | 4         | 0,0       | 0         | 0     | 0             | 0             | 0             | 0             |  |         |         |
| 2012        | Cougars de Brigham Young | Sr.         | 13 | 62    | 35        | 27        | 4,5       | 1         | -2    | 0             | 0             | 0             | 0             |  |         |         |
| Totaux NCAA | Totaux NCAA              | Totaux NCAA | 31 | 72    | 39        | 33        | 4,5       | 0         | 0     | 1             | 0             | 0             | 0             |  |         |         |

| Année          | Équipe                 | MJ |       | Plaquages | Plaquages | Plaquages | Plaquages |       | Interceptions | Interceptions | Interceptions | Interceptions |  | Fumbles | Fumbles |
| Année          | Équipe                 | MJ | Total | Seul      | Ast.      | Sacks     | Nb.       | Yards | Déf.          | TD            | Nb.           | Rec.          |  |         |         |
| 2013           | Lions de Détroit       | 12 | 32    | 19        | 13        | 08,0      | 0         | 0     | 1             | 0             | 2             | 0             |  |         |         |
| 2014           | Lions de Détroit       | 16 | 49    | 37        | 12        | 07,5      | 0         | 0     | 0             | 0             | 3             | 0             |  |         |         |
| 2015           | Lions de Détroit       | 16 | 47    | 39        | 08        | 14,5      | 0         | 0     | 1             | 0             | 4             | 2             |  |         |         |
| 2016           | Lions de Détroit       | 13 | 35    | 21        | 14        | 02,0      | 0         | 0     | 0             | 0             | 0             | 0             |  |         |         |
| 2017           | Lions de Détroit       | 14 | 44    | 39        | 05        | 12,0      | 0         | 0     | 0             | 0             | 1             | 1             |  |         |         |
| 2018           | Lions de Détroit       | 07 | 11    | 07        | 04        | 04,0      | 0         | 0     | 0             | 0             | 0             | 0             |  |         |         |
| 2019           | Seahawks de Seattle    | 11 | 18    | 12        | 06        | 02,5      | 0         | 0     | 2             | 0             | 2             | 2             |  |         |         |
| 2020           | 49ers de San Francisco | 02 | 0     | 0         | 0         | 00,0      | 0         | 0     | 0             | 0             | 0             | 0             |  |         |         |
| Totaux Détroit | Totaux Détroit         | 80 | 218   | 162       | 56        | 48,0      | 0         | 0     | 2             | 0             | 10            | 3             |  |         |         |
| Totaux Seattle | Totaux Seattle         | 11 | 018   | 012       | 06        | 02,5      | 0         | 0     | 2             | 0             | 02            | 2             |  |         |         |
| Totaux NFL     | Totaux NFL             | 93 | 236   | 174       | 62        | 50,5      | 0         | 0     | 4             | 0             | 12            | 5             |  |         |         |

| Année      | Équipe              | MJ |       | Plaquages | Plaquages | Plaquages | Plaquages |       | Interceptions | Interceptions | Interceptions | Interceptions |  | Fumbles | Fumbles |
| Année      | Équipe              | MJ | Total | Seul      | Ast.      | Sacks     | Nb.       | Yards | Déf.          | TD            | Nb.           | Rec.          |  |         |         |
| 2014       | Lions de Détroit    | 1  | 02    | 2         | 0         | 1,0       | 0         | 0     | 0             | 0             | 0             | 0             |  |         |         |
| 2016       | Lions de Détroit    | 1  | 09    | 5         | 4         | 2,0       | 0         | 0     | 0             | 0             | 0             | 0             |  |         |         |
| 2019       | Seahawks de Seattle | 1  | 01    | 1         | 0         | 0,0       | 0         | 0     | 0             | 0             | 0             | 0             |  |         |         |
| Totaux NFL | Totaux NFL          | 3  | 12    | 8         | 4         | 3,0       | 0         | 0     | 0             | 0             | 0             | 0             |  |         |         |

## Palmarès
- NCAA :
  - Mention honorable All-America 2012 selon Phil Steele et la Pro Football Weekly ;
  - Sélectionné dans l'équipe type 2012 des indépendants de la FBS

- NFL :
  - Sélectionné dans la seconde équipe All-Pro 2015 ;
  - Sélectionné pour le Pro Bowl 2016 (au terme de la saison 2015)
  - Sélectionné dans l'équipe type des débutants (rookie) 2013 par la Pro Football Writers Association (en).

## Vie privée
Ansah est le cadet d'une fratrie de cinq enfants. Son père, Edward, était directeur des ventes pour une société pétrolière et sa mère, Elizabeth, était infirmière.
Ansah est un membre actif de l'Église de Jésus-Christ des saints des derniers jours. Pendant la saison 2012, Ansah a partagé la même chambre que Kyle Van Noy, un linebacker très réputé de NFL. Ils ont maintenu une relation étroite à la fois sur et hors du terrain. Ansah a déclaré dans une interview à Sports Illustrated que « Kyle est comme un frère pour moi ». 
Alors qu'il fréquentait l'université Brigham-Young, Ansah a travaillé pendant plusieurs années comme gardien afin de payer ses frais de scolarité et n'a arrêté de travailler que lorsqu'il a obtenu une bourse pour sa dernière année.